# چورلی
Demonymچورلیlatitudeچورلیnicknameچورلیlongitudeچورلی
چورلی (به انگلیسی: Chorley) یک شهرک در بریتانیا است که در لانکاشر واقع شده‌است.

## خصوصیات
چورلی ۳۱٬۵۵۶ نفر جمعیت دارد.

## خواهرخوانده
شهر سیکشفهروار خواهرخواندهٔ چورلی هست.